# Conchita (opéra)
Pour l’article homonyme, voir Conchita.
Conchita est un opéra en quatre actes, basé sur le roman La femme et le pantin de Pierre Louÿs, sur un scénario de Maurizio Vaucaire et de Carlo Zangarini, et sur une musique de Riccardo Zandonai.

## Présentation
Cette œuvre classique est principalement un duo entre les deux personnages principaux, Conchita et Don Mateo.
La première a lieu au Teatro Dal Verme de Milan, le 14 octobre 1911. 

## Trame
L'histoire se situe à Séville.
Conchita Pérez, issue de la classe populaire, résiste à l'amour de Matteo. Matteo cherche à rétribuer la mère de Conchita, ce qui offense l'intéressée. 
Conchita devient plus tard une grande danseuse de flamenco. Matteo la retrouve et cherche par tous les moyens à la conquérir.